# Sławomir Skwarek
Sławomir Skwarek (ur. 25 listopada 1963 w Radzyniu Podlaskim) – polski nauczyciel, samorządowiec i polityk, radny powiatu łukowskiego I kadencji oraz Sejmiku Województwa Lubelskiego VI kadencji, w latach 2006–2018 wójt gminy Adamów, poseł na Sejm VIII, IX i X kadencji.

## Życiorys
Absolwent I Liceum Ogólnokształcącego im. Tadeusza Kościuszki w Łukowie. W 1998 ukończył studia na Wydziale Historycznym Uniwersytetu Warszawskiego, a w 2001 studia podyplomowe z zarządzania procesem rozwoju oświaty na Katolickim Uniwersytecie Lubelskim. W 1981 został nauczycielem w Szkole Podstawowej w Jonniku. W latach 1983–1985 odbywał służbę wojskową, po czym powrócił do pracy nauczyciela w Szkole Podstawowej w Kujawach. W 1989 został zatrudniony w Szkole Podstawowej w Burcu, w 1992 objął w niej stanowisko dyrektora.
W latach 1998–2002 z ramienia Akcji Wyborczej Solidarność sprawował mandat radnego powiatu łukowskiego I kadencji. Był współzałożycielem i do 2014 prezesem Wiejskiego Stowarzyszenia Oświatowo-Kulturalnego „Przymierze”, które przejęło prowadzenie Szkoły Podstawowej w Burcu. W 2002 kandydował na stanowisko wójta gminy Adamów, zajmując w wyborach drugie miejsce. W 2006 został po raz pierwszy wybrany na ten urząd, z powodzeniem ubiegał się o reelekcję w 2010 i 2014.
W wyborach parlamentarnych w 2015 kandydował do Sejmu z listy Prawa i Sprawiedliwości w okręgu lubelskim, otrzymując 7509 głosów. W wyborach samorządowych w 2018 nie ubiegał się o urząd wójta; z powodzeniem wystartował natomiast do sejmiku lubelskiego, otrzymując 15 083 głosy. Wkrótce uzyskał jednak uprawnienie do objęcia mandatu poselskiego w miejsce Jarosława Stawiarskiego, na co wyraził zgodę. Złożył ślubowanie 5 grudnia 2018. W Sejmie został członkiem Komisji Edukacji, Nauki i Młodzieży oraz Komisji Infrastruktury.
W wyborach w 2019 z powodzeniem ubiegał się o poselską reelekcję, otrzymując 15 544 głosy. W IX kadencji Sejmu został członkiem Komisji Edukacji, Nauki i Młodzieży, Komisji Infrastruktury oraz Komisji Kultury i Środków Przekazu. W 2022 powołany na pełnomocnika jednego z okręgów PiS w województwie lubelskim. W wyborach w 2023 utrzymał mandat poselski na kolejną kadencję (z wynikiem 12 427 głosów). Zasiadł w Komisji Edukacji i Nauki oraz Komisji Kultury i Środków Przekazu.

## Życie prywatne
Żonaty z Grażyną, ma dwoje dzieci. Działacz ochotniczej straży pożarnej.